# Feuerwehr Gera
Die Feuerwehr Gera, mit Sitz in der Berliner Straße 153 in Gera, ist verantwortlich für den Brandschutz, die Technische Hilfeleistung und die Brandbekämpfung in der Stadt Gera sowie der Landkreise Greiz und Altenburger Land auf einer Fläche von ca. 1564 km². Sie gehört zum Amt 2600 – Brand- und Katastrophenschutz und besteht aus einer Berufsfeuerwehr (BF) sowie 11 Freiwilligen Feuerwehren (FF). Den FF sind die Jugendfeuerwehren sowie Kinderfeuerwehren angegliedert.

## Geschichte
Die Berufsfeuerwehr Gera wurde am 1. April 1923 gegründet. 2019 bewältigten die Geraer Feuerwehren 1766 Einsätze (522 Brände, 1244 techn. Hilfeleistungen).

## Berufsfeuerwehr

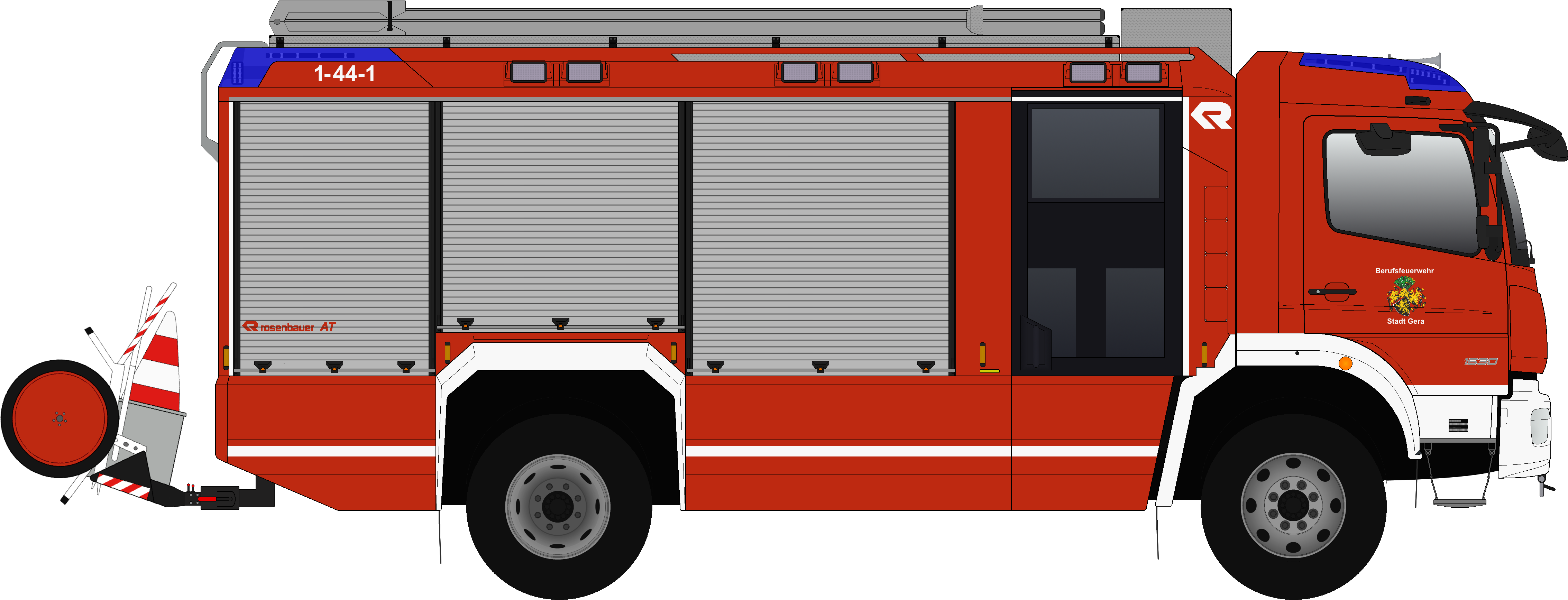
LF 20 der BF Gera

Die Berufsfeuerwehr besteht aus 2 Wachabteilungen mit etwa 135 Beamten im aktiven feuerwehrtechnischen Dienst und betreibt die Feuerwache 1 (Hauptwache) in der Berliner Straße 153, die Feuerwache 2 (Südwache) in der Zoitzbergstraße 5 sowie seit 2019 eine Rettungswache in der Straße des Friedens 200. Neben Kräften für technische Hilfe und Brandbekämpfung hält die BF Gera eine Höhenrettungsgruppe und bis 31. Dezember 2021 mehr als 60 Jahre eine Tauchergruppe vor. Ebenfalls ist sie als Teil des Rettungsdienstzweckverbands Ostthüringen zuständig für die bodengebundene Notfallrettung. Die Alarmierung erfolgt durch Funkmeldeempfänger über die Zentrale Leitstelle Ostthüringen (ZLS Gera), die ihren Sitz ebenfalls in der Rettungswache 1 hat. Die ZLS Gera bearbeitet jährlich mehr als 80.000 Notrufe und disponiert zusätzlich zum Einsatzgebiet der Feuerwehr Gera die Feuerwehren und den Rettungsdienst des Saale-Orla-Kreises.

## Freiwillige Feuerwehr

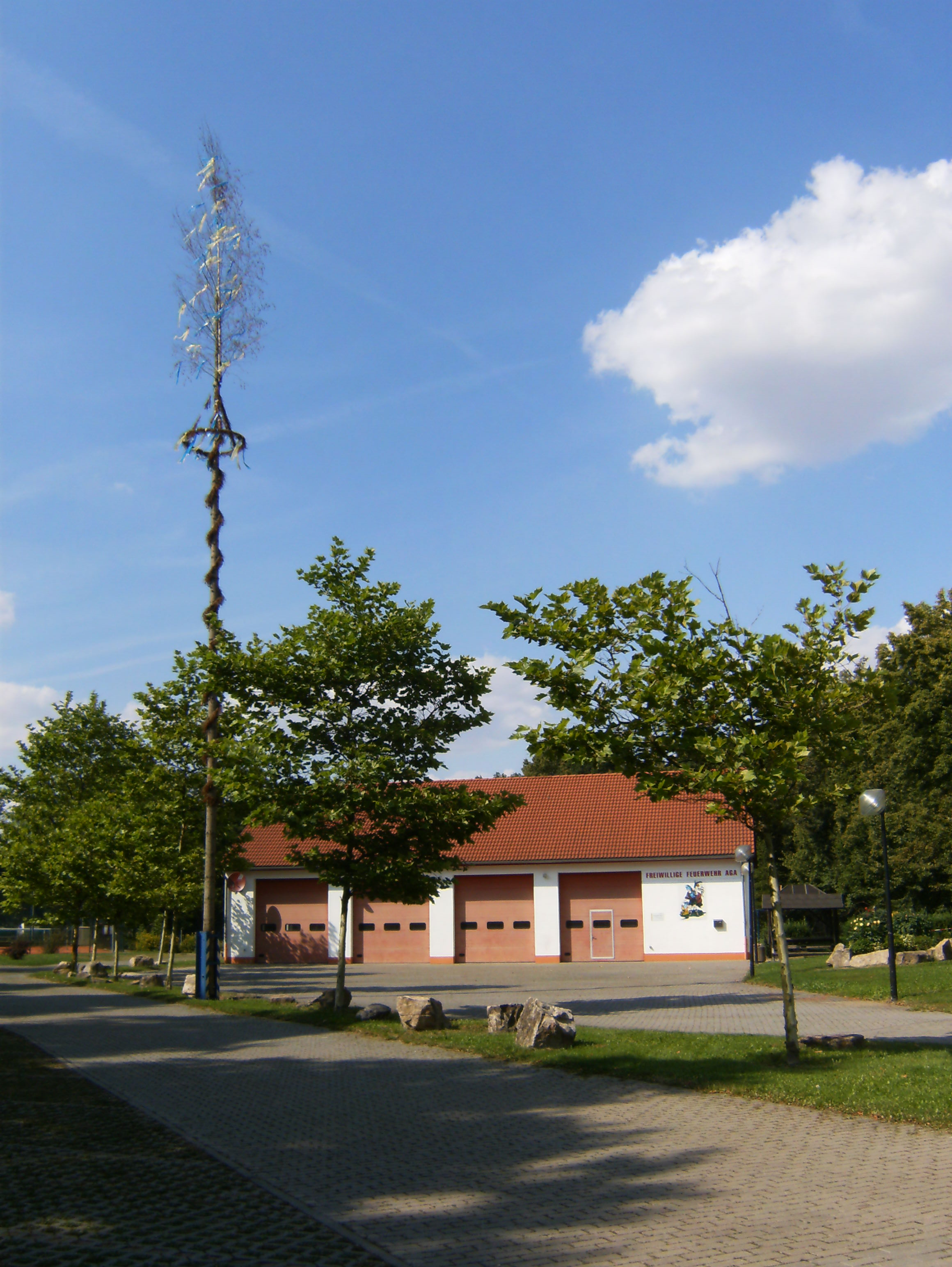
Feuerwehrhaus der FF Aga

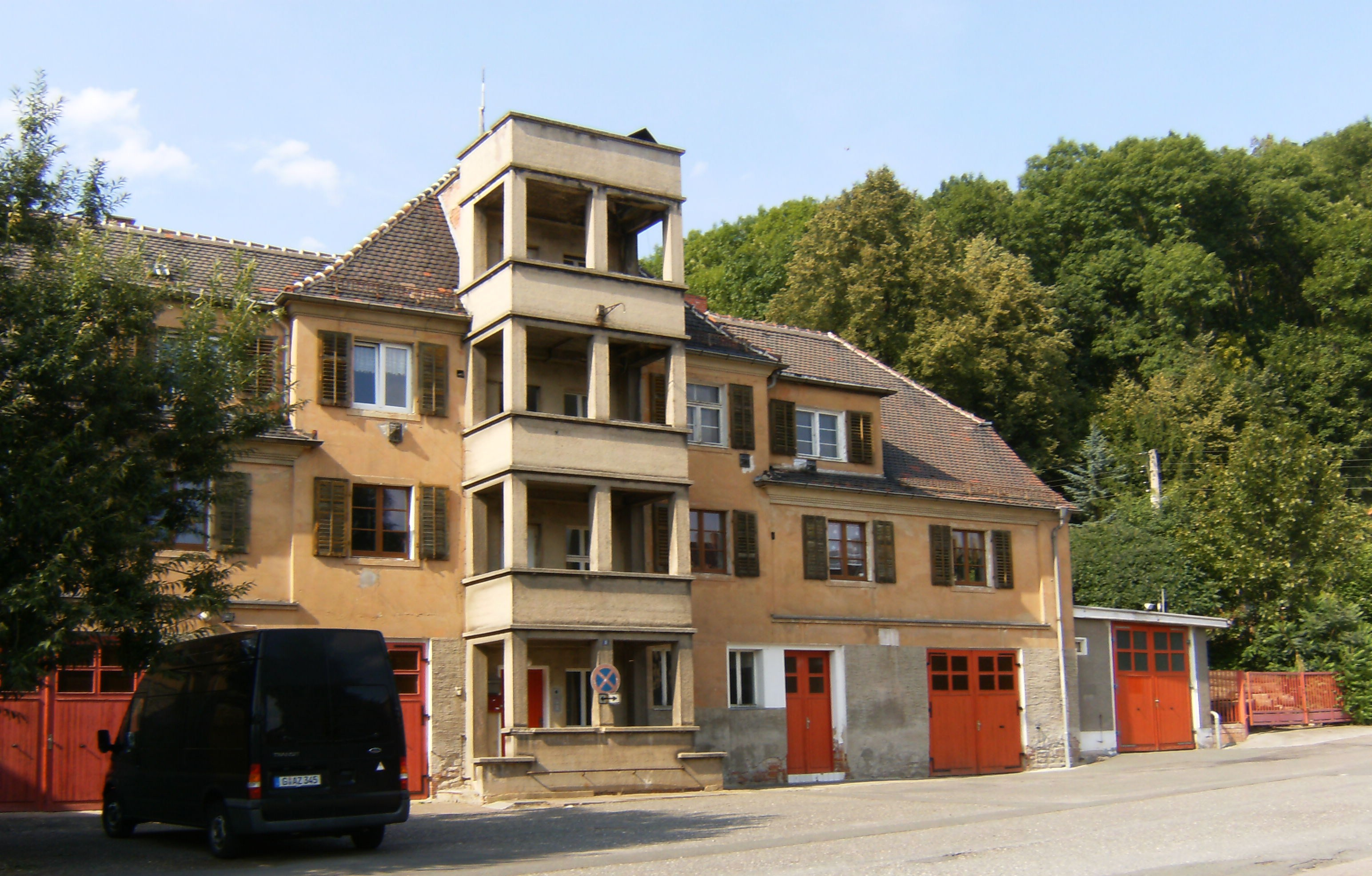
Ehemaliges Feuerwehrhaus der FF Langenberg

Die Einsatzkräfte der Freiwilligen Feuerwehren befinden sich an folgenden Standorten:
| Standort              | Einsatzabteilung | Jugendfeuerwehr | Kinderfeuerwehr | zusätzliche Aufgaben |
| --------------------- | ---------------- | --------------- | --------------- | --- |
| Aga                   |                  |                 |                 | Katastrophenschutzführungstrupp (KatS-FüTr), Katastrophenschutzführungsunterstützungstrupp (KatS-FüUTr), Katastrophenschutzzug 1 |
| Dorna                 |                  |                 |                 | Katastrophenschutz Einsatzzug 2 (KatS-EZ 2)                                                                                      |
| Frankenthal           |                  |                 |                 | Katastrophenschutz-Gefahrgutzug (KatS-GGZ)                                                                                       |
| Hain / Wachholderbaum |                  |                 |                 | Katastrophenschutzführungstrupp (KatS-FüTr)                                                                                      |
| Langenberg            |                  |                 |                 | Bundesautobahn 4, Katastrophenschutz Einsatzzug 2 (KatS-EZ 2)                                                                    |
| Liebschwitz           | 29               | 5               | 4               | Bundesstraße 92, Gewerbe- und Industriegebiete                                                                                   |
| Gera Mitte            | 40               | 16              |                 | ABC-Schutz, Katastrophenschutz Löschzug Retten/Wasserversorgung                                                                  |
| Roschütz              | 12               | 2               |                 | |
| Söllmnitz             | 14               | 5               | 8               | Katastrophenschutz Einsatzzug 1 (KatS-EZ 1)                                                                                      |
| Steinbrücken          |                  |                 |                 | Katastrophenschutzführungstrupp (KatS-FüTr), Katastrophenschutzführungsunterstützungstrupp (KatS-FüUTr)                          |
| Thränitz              | 19               | 4               | 2               | Katastrophenschutz Einsatzzug 2 (KatS-EZ 2)                                                                                      |

## Feuerwehrmuseum
Auf einer Fläche von 1.200 Quadratmetern befindet sich in einer Halle im Gelände der Hauptfeuerwache die feuerwehrhistorische Sammlung der Feuerwehr Gera, die 1200 Objekte umfasst. Seit April 2009 vermittelt diese Dauerausstellung anschaulich Wissen zu Tradition, Geschichte und Technik der Feuerwehr. Dazu gehören rund 400 verschiedene Handfeuerlöscher, 120 unterschiedliche Strahlrohre, historische Uniformen aus verschiedenen Epochen, Feuermelder, Feuerwehrhelme, Mützen und historische Dokumente. Von besonderem Wert sind  15 Feuerwehranhänger wie z. B. die Tragkraftspritzenanhänger TSA-TS4 aus den Jahren 1935 bis 1936 oder TSA-TS8 aus den Jahren 1940 bis 1962. Auch ein Feuerlöschfahrrad, eine Anhängeleiter sowie Funktechnik der letzten Jahrzehnte werden ausgestellt.
Das Feuerwehrmuseum wird durch Angehörige der Alters- und Ehrenabteilung der Freiwilligen Feuerwehr und Berufsfeuerwehr Gera betreut.